# HM-4
Le Mignet HM-4 est un avion conçu par Henri Mignet dans les années 1920.